# Остров Жака Кусто
Остров Серра́льво (исп. Isla Cerralvo) — общераспространённое название, официальное — Остров Жака Кусто (исп. Isla Jacques Cousteau), мексиканский остров в Калифорнийском заливе, у побережья Южной Нижней Калифорнии. Название официально изменено 17 ноября 2009 года в честь французского океанографа Жака-Ива Кусто.

## География
Остров расположен у входа в Калифорнийский залив, в 65 км к востоку от побережья Ла-Паса. От материка его отделяет пролив Серральво средней шириной 10 км. Максимальная длина острова — 29 км, ширина — 7 км. Длина береговой линии 68 км, площадь острова 136,5 км², что делает его девятым по величине островом Мексики. Рельеф острова формирует центральная горная цепь, сложенная, в основном, метаморфическими породами. Высочайшая точка острова достигает 755 м.

## Фауна и флора
Остров считается важным местом обитания некоторых видов тихоокеанских рыб и неоднократно привлекал внимание научных миссий, а 22 июня 2009 года там заработала подводная обсерватория Жака Кусто (исп. Observatorio Jacques Cousteau de los Mares y Costas en México). Проливом Серральво пользуются киты во время миграции в Калифорнийский залив.
Кроме того, на острове обитают несколько эндемичных видов:
- игуана Ctenosaura hemilopha[англ.] insulana
- ящерицы Sceloporus grandaevus и Cnemidophorus ceralbensis[7]
- змеи Rhinocheilus etheridgei[8] и Chilomeniscus savagei.

## История
Впервые об острове упоминает исследователь Фортун Хименес в 1533 году, называя его «остров Сантьяго» (исп. Isla de Santiago). Название Серральво острову дал в 1632 году собиратель жемчуга Франциско де Ортега в честь своего покровителя Родриго Пачеко-и-Осорио, маркиза де Серральво, вице-короля Новой Испании. В то время остров населяли индейцы перику и яки, занимавшиеся рыбной ловлей.
В 2005 году ЮНЕСКО включила остров Серральво вместе с 244 другими в состав Всемирного наследия под названием «Острова и охраняемые территории Калифорнийского залива».
Серральво и Калифорнийский залив неоднократно посещала команда Жака-Ива Кусто на борту «Калипсо» и «Алсиона», и в связи с этим мексиканское правительство приняло в 2009 году решение переименовать остров в честь знаменитого океанографа. Исследователи, учёные и экологи Нижней Южной Калифорнии не приняли это решение президента Фелипе Кальдерона. Историк и антрополог Фермин Рейгадас Даль назвал президентское решение отсутствием уважения к истории и людям страны, с которыми не было проведено ни одной консультации. Некоторые из сенаторов и бывший глава ЮНЕСКО Мигель Леон-Портилья высказались против переименования и потребовали отмены президентского указа.

## Население
Остров Серральво необитаем.